# كأس أوروبا الوسطى 1967–68
كأس أوروبا الوسطى 1967–68 هو موسم من كأس أوروبا الوسطى. شارك فيه  16 فريقاً، وفاز فيه النجم الأحمر بلغراد.